# Letin Mengo

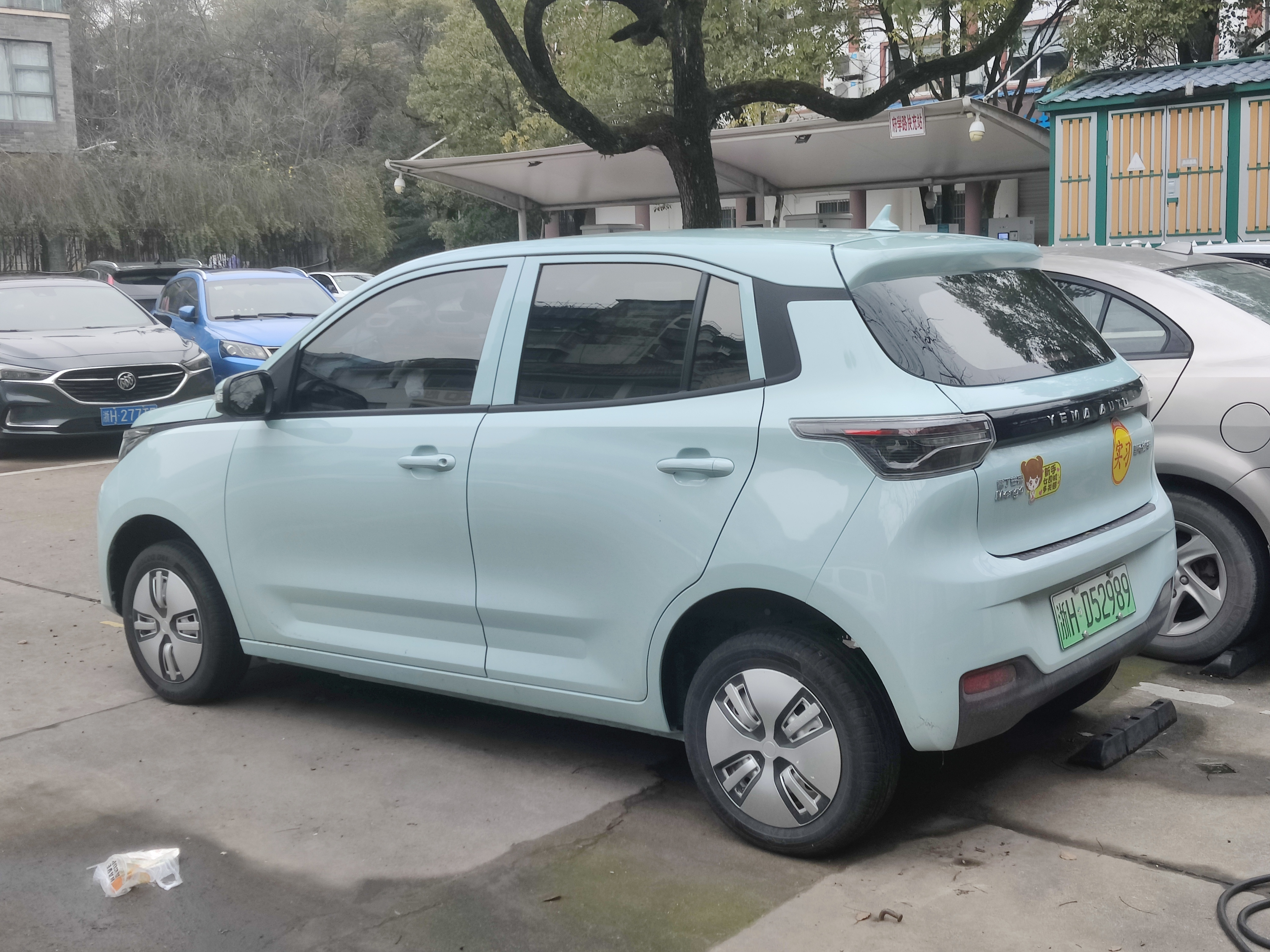
Mengo, Heckansicht

Der Letin Mengo ist ein batterieelektrischer Kleinstwagen des chinesischen Herstellers Letin.
Sein Design stammt von Pininfarina. Er wurde auch außerhalb Chinas, unter anderem in Südkorea und Brasilien, verkauft.

## Technik
Der Mengo ist 3620 mm lang, 1610 mm breit und 1525 mm hoch. Sein Elektromotor mit Permanentmagneten leistet maximal 35 kW und hat ein maximales Drehmoment von 125 Nm. Die Energie kommt aus einem Lithium-Eisenphosphat-Akkumulator, der mit einer Kapazität von 11, 17 oder 29 kWh erhältlich war. Die Reichweiten liegen etwa bei 130/185/300 km. Die Höchstgeschwindigkeit beträgt 100 km/h.